# 宇文超
宇文超（？—？），代郡武川镇（今内蒙古自治区呼和浩特市武川县）人，北周宇文氏后裔，唐朝介国公。

## 生平
宇文超是介国公宇文离之子，死后，由其子宇文晏袭爵为介国公。